# Dirichletscher Einheitensatz
Der nach Peter Gustav Lejeune Dirichlet benannte dirichletsche Einheitensatz ist eines der ersten Ergebnisse der algebraischen Zahlentheorie. Der Satz beschreibt die Struktur der Einheitengruppe des Ganzheitsringes eines algebraischen Zahlkörpers.

## Formulierung
Es sei {\displaystyle K} ein algebraischer Zahlkörper und {\displaystyle {\mathcal {O}}_{K}} sein Ganzheitsring. Dann ist die Einheitengruppe {\displaystyle {\mathcal {O}}_{K}^{\times }} endlich erzeugt, und der Rang ihres freien Anteils ist gleich
{\displaystyle r+s-1.}
Dabei ist {\displaystyle r} die Anzahl der Einbettungen {\displaystyle K\to \mathbb {R} } und {\displaystyle s} die Anzahl der Paare komplex-konjugierter Einbettungen {\displaystyle K\to \mathbb {C} } (die keine reellen Einbettungen sind). Es gilt also für den Grad der Erweiterung {\displaystyle [K:\mathbb {Q} ]=r+2s}. Ist die Erweiterung {\displaystyle K/\mathbb {Q} } galoissch, so ist {\displaystyle r} oder {\displaystyle s} gleich {\displaystyle 0}.
Der Torsionsanteil der Einheitengruppe ist die Gruppe der Einheitswurzeln in {\displaystyle K}.

## Beweisskizze in einem Spezialfall
Es sei {\displaystyle K=\mathbb {Q} ({\sqrt {2}})\subset \mathbb {R} } (wir wählen also bereits eine reelle Einbettung). Dann ist {\displaystyle {\mathcal {O}}_{K}=\mathbb {Z} [{\sqrt {2}}]}, und die Einheitengruppe
{\displaystyle {\mathcal {O}}_{K}^{\times }=\{x+y{\sqrt {2}}\mid x,y\in \mathbb {Z} ,\quad x^{2}-2y^{2}=\pm 1\}.}
(Die Gleichung {\displaystyle x^{2}-dy^{2}=\pm 1} trägt den Namen „Pellsche Gleichung“.)
In diesem Fall ist {\displaystyle r=2} und {\displaystyle s=0}. Der dirichletsche Einheitensatz sagt also voraus, dass der Rang von {\displaystyle {\mathcal {O}}_{K}^{\times }} gleich 1 ist.
Da beispielsweise {\displaystyle 3+2{\sqrt {2}}} eine Einheit ist, die keine Einheitswurzel ist, muss der Rang mindestens 1 sein. Wäre der Rang größer, so könnte {\displaystyle {\mathcal {O}}_{K}^{\times }\cap \mathbb {R} _{>0}^{\times }} keine diskrete Untergruppe von {\displaystyle \mathbb {R} _{>0}^{\times }} sein, und man weiß, dass eine Untergruppe von {\displaystyle \mathbb {R} _{>0}^{\times }} entweder diskret oder dicht ist. Es gäbe also eine Einheit, die „ungefähr“ 1 ist. Nun sind aber {\displaystyle x+y{\sqrt {2}}} und {\displaystyle x-y{\sqrt {2}}} zwei Zahlen, deren Produkt {\displaystyle \pm 1} ist, ist also die eine von ihnen ungefähr 1, so ist die andere ungefähr {\displaystyle \pm 1}. Andererseits unterscheiden sie sich um die Zahl {\displaystyle 2y{\sqrt {2}}}, die „wesentlich“ größer als der Abstand zwischen {\displaystyle 1} und {\displaystyle \pm 1} ist, falls {\displaystyle y\neq 0} ist. Ist aber {\displaystyle y=0}, so ist offenbar {\displaystyle x=\pm 1}, wir erhalten also nur die Einheitswurzeln {\displaystyle \pm 1\in {\mathcal {O}}_{K}^{\times }}.